# Liste der Kulturdenkmale in Otzdorf
In der Liste der Kulturdenkmale in Otzdorf sind die Kulturdenkmale des Roßweiner Ortsteils Otzdorf verzeichnet, die bis März 2024 vom Landesamt für Denkmalpflege Sachsen erfasst wurden (ohne archäologische Kulturdenkmale). Die Anmerkungen sind zu beachten.
Diese Aufzählung ist eine Teilmenge der Liste der Kulturdenkmale in Roßwein.

## Otzdorf
| Bild                                    | Bezeichnung | Lage                                                   | Datierung | Beschreibung | ID       |
| --------------------------------------- | --- | ------------------------------------------------------ | --- | --- | -------- |
| Direkt Bild zu diesem Denkmal hochladen | Häuslerhaus | Am Eulitzbach 9 (Karte)                                | Um 1820 | Kleines landschaftstypisches Häusleranwesen in gutem Originalzustand, regionalgeschichtlich und ortsbildprägend von Bedeutung. Erdgeschoss massiv, Obergeschoss Fachwerk, Satteldach, Giebel Fachwerk verputzt. | 09207718 |
| Direkt Bild zu diesem Denkmal hochladen | Kriegerdenkmal für die Gefallenen des Ersten Weltkrieges                                                                                               | Dorfstraße (Karte)                                     | Nach 1918 | Natursteinkubus mit Inschriften, Bekrönung mit Helmrelief sowie Steinkugel, ortsgeschichtlich von Bedeutung. „Ihren Gefallenen Helden, die dankbare Gemeinde Otzdorf“, „Wie sind die Helden gefallen, und die Streitbaren umgekommen“ 2. Sam 1,27. | 09207700 |
| Weitere Bilder                          | Kirchhofsmauer und Leichenhalle des ehemaligen Kirchhofs                                                                                               | Dorfstraße (Karte)                                     | Vor 1800 | Gut erhaltene Bestandteile des alten Kirchhofs von ortsgeschichtlichem Wert. Umlaufende verputzte Bruchsteinmauer mit halbrunder Bekrönung und Leichenhalle – letzte Reste des alten Dorffriedhofes, landschaftsprägend, von großer ortsgeschichtlicher Bedeutung. | 09304725 |
| Direkt Bild zu diesem Denkmal hochladen | Häuslerhaus und Schuppen | Dorfstraße 17 (Karte)                                  | 18. Jahrhundert | Zeugnis ländlicher Bauweise und Lebensart in weitgehend originalem Zustand, regionalgeschichtlich von Bedeutung. - Häuslerhaus: zweigeschossig, Erdgeschoss massiv, Obergeschoss Fachwerk, Satteldach – durch traufseitigen Anbau teils angeschleppt, Tür erneuert - Schuppen: Fachwerk-Konstruktion | 09207702 |
| Direkt Bild zu diesem Denkmal hochladen | Wohnstallhaus und Seitengebäude eines einstigen Bauernhofes                                                                                            | Dorfstraße 27 (Karte)                                  | 2. Hälfte 18. Jahrhundert | Bestandteil der alten Dorfstruktur, ortsbildprägende Gebäude, von bau- und sozialgeschichtlichem Wert. - Seitengebäude: Fachwerkgebäude vermutlich mit Durchfahrt, zweigeschossig, Erdgeschoss massiv, Garageneinbau - Wohnstallhaus: Erdgeschoss massiv, Obergeschoss Fachwerk (Giebel und Rückseite massiv), Satteldach, Segmentbogenportal mit Schlussstein | 09207719 |
| Direkt Bild zu diesem Denkmal hochladen | Wohnstallhaus, Seitengebäude und Durchfahrtsscheune eines Vierseithofes                                                                                | Reichenbacher Weg 5 (Karte)                            | Um 1800 (Seitengebäude und Scheune); Anfang 19. Jahrhundert (Wohnstallhaus)                                                      | In seiner Struktur sehr gut erhaltener Hof mit ortsbildprägenden Fachwerk-Bauten, von bau- und sozialgeschichtlichem Wert. - Wohnstallhaus: Erdgeschoss massiv, Obergeschoss Fachwerk (zum Teil massiv), Satteldach - Seitengebäude: Erdgeschoss massiv, Obergeschoss Fachwerk - Durchfahrtsscheune: Fachwerk Ein Seitengebäude nicht schützenswert, völlig überformt. | 09207706 |
|                                         | Wohnstallhaus, Scheune, zwei Seitengebäude und Hofpflasterung eines Vierseithofes                                                                      | Rudelsdorfer Straße 1 (Karte)                          | Bezeichnet mit 1856 (Wohnstallhaus); Mitte 19. Jahrhundert (Seitengebäude und Scheune)                                           | Hofstruktur erhalten, weitestgehend originale Gebäude, baugeschichtlich, sozialgeschichtlich und landschaftsprägend von Bedeutung. - Wohnstallhaus: zweigeschossig, massiv, Porphyrgewände, originale Türstöcke, saniert vor 2011 - 1. Seitengebäude: Erdgeschoss massiv, Obergeschoss Fachwerk, Erdgeschoss mit Überformungen - Scheune: massiv, zwei große Bogeneinfahrten - 2. Seitengebäude: Erdgeschoss massiv (Bruchstein), Obergeschoss Fachwerk - altes Hofpflaster vor Wohnhaus sowie Pflasterung ehemaliger Göpel erhalten | 09207703 |
| Weitere Bilder                          | Kirche mit Ausstattung, zwei Grabmale neben dem Kirchenportal (eingelassen in die Wände), Kirchhofsmauer mit Tor sowie zwei Reliefs an den Torpfeilern | Zum Lindicht 3 (Karte)                                 | Bezeichnet mit 1713 (Kirche); bezeichnet mit 1557 (Relief); 1713 (Orgelprospekt); 1715 (Altarwand); Ende 18. Jahrhundert (Orgel) | Saalkirche mit geradem Chorabschluss und Dachreiter, bildet mit dem Gut das Zentrum des Dorfes, orts- und baugeschichtlich von Bedeutung. Putzbau mit Rundbogenfenstern, Porphyrgewände, Südseite mit Sakristei und Vorhalle mit Portal (bezeichnet mit 1772), Dach mit Biberschwanzdeckung, Dachreiter verschiefert, alter Blitzableiter, an der Außenwand Grabdenkmal eines Unbekannten in Rüstung um 1600, am Kirchhofstor zwei Reliefs bezeichnet mit „GM 1557 MP“ mit Wappen aus Rochlitzer Porphyrtuff. Zwei Grabplatten eingelassen in die Westwand der Kirche beiderseits des Kirchenportals, eine für M. v. Marschall (verst. 1580) sowie für einen Unbekannten mit Bildnis des Verstorbenen in Rüstung, um 1600. | 09207698 |
| Weitere Bilder                          | Gutsanlage Otzdorf (Sachgesamtheit) | Zum Lindicht 5, 5 (neben), 7, 8, 9, 10, 11, 12 (Karte) | Um 1800 | Sachgesamtheit Gutsanlage Otzdorf mit den Einzeldenkmalen: Herrenhaus, zwei Nebengebäuden, Torpfeiler und Brücke (09207699) und Parkanlage (Gartendenkmal); Gutsanlage von baugeschichtlicher, regionalgeschichtlicher und ortsbildprägender Bedeutung | 09303780 |
| Weitere Bilder                          | Herrenhaus, zwei Nebengebäude, zwei Torpfeiler und Brücke (Einzeldenkmale der Sachgesamtheit 09303780)                                                 | Zum Lindicht 5, 7, 8, 9 (Karte)                        | Um 1800, Kern älter (Herrenhaus); um 1800 (Nebengebäude); bezeichnet mit 1699 (Brücke)                                           | Einzeldenkmale der Sachgesamtheit Gutsanlage Otzdorf; gut erhaltene Wohn- und Wirtschaftsgebäude des ehem. Rittergutes sowie Reste der Einfriedung und Brücke an der Gutszufahrt von baugeschichtlicher, regionalgeschichtlicher sowie ortsbildprägender Bedeutung. - Herrenhaus (Nummer 9): zweigeschossig, Freitreppen, Dachreiter, imposanter Bau - Nebengebäude (Nummer 7, 8): in seiner Baukubatur erhaltenes Gebäude mit markantem Schopfwalmdach, Fassade mit Überformungen - Scheune (Nummer 13): imposante Scheune aus Bruchsteinmauerwerk, Satteldach - 2. Nebengebäude (Nummer 5): in seiner Kubatur erhaltener Bau mit Krüppelwalmdach, Biberschwanzdeckung, Wand/Öffnungsverhältnis verändert Die Gutsanlage befand sich u. a. im Besitz der Familien von Bieberstein, von Beschwitz, von Arnstädt und von Nostitz, Hans Julius Richard Lindenhayn (1921 – verm. 1931), Familie Mehner (Rittergut 1931 erworben bis zu deren Enteignung 1945). | 09207699 |

## Tabellenlegende
- Bild: Bild des Kulturdenkmals, ggf. zusätzlich mit einem Link zu weiteren Fotos des Kulturdenkmals im Medienarchiv Wikimedia Commons. Wenn man auf das Kamerasymbol klickt, können Fotos zu Kulturdenkmalen aus dieser Liste hochgeladen werden:
- Bezeichnung: Denkmalgeschützte Objekte und ggf. Bauwerksname des Kulturdenkmals
- Lage: Straßenname und Hausnummer oder Flurstücknummer des Kulturdenkmals. Die Grundsortierung der Liste erfolgt nach dieser Adresse. Der Link (Karte) führt zu verschiedenen Kartendiensten mit der Position des Kulturdenkmals. Fehlt dieser Link, wurden die Koordinaten noch nicht eingetragen. Sind diese bekannt, können sie über ein Tool mit einer Kartenansicht einfach nachgetragen werden. In dieser Kartenansicht sind Kulturdenkmale ohne Koordinaten mit einem roten bzw. orangen Marker dargestellt und können durch Verschieben auf die richtige Position in der Karte mit Koordinaten versehen werden. Kulturdenkmale ohne Bild sind an einem blauen bzw. roten Marker erkennbar.
- Datierung: Baubeginn, Fertigstellung, Datum der Erstnennung oder grobe zeitliche Einordnung entsprechend des Eintrags in der sächsischen Denkmaldatenbank
- Beschreibung: Kurzcharakteristik des Kulturdenkmals entsprechend des Eintrags in der sächsischen Denkmaldatenbank, ggf. ergänzt durch die dort nur selten veröffentlichten Erfassungstexte oder zusätzliche Informationen
- ID: Vom Landesamt für Denkmalpflege Sachsen vergebene, das Kulturdenkmal eindeutig identifizierende Objekt-Nummer. Der Link führt zum PDF-Denkmaldokument des Landesamtes für Denkmalpflege Sachsen. Bei ehemaligen Kulturdenkmalen können die Objektnummern unbekannt sein und deshalb fehlen bzw. die Links von aus der Datenbank entfernten Objektnummern ins Leere führen. Ein ggf. vorhandenes Icon  führt zu den Angaben des Kulturdenkmals bei Wikidata.